# 希瓦吉
希瓦吉也作贾特拉帕蒂·西瓦吉·摩诃罗阇（Chhatrapati Shivaji Maharaj，1630年2月19日—1680年4月3日），是一位印度统治者，马拉塔帝国的创立者，印度17世纪的民族英雄，有“印度海军之父”美誉。

## 生平
西瓦吉出身于馬拉塔贵族蓬斯尔家族，生于今天的马哈拉施特拉邦均讷尔附近的西夫奈尔堡，其父亲沙吉·蓬斯尔当时任职于比贾普尔苏丹，母亲吉查·巴伊是一位虔诚的印度教徒。当时印度主要被三个穆斯林政权统治，北部有莫卧儿帝国，南部由比贾普尔和戈尔孔达的苏丹统治。印度教徒在穆斯林的统治下受到压迫，西瓦吉决定要为印度教徒争取自由。
西瓦吉大约从1655年开始夺取比賈普爾蘇丹一些脆弱的前哨，在过程中，他打败了一批公开支持比贾普尔苏丹一些有影响力的印度教徒。同时，西瓦吉的胆识和军事才能，以及对印度教徒压迫者的严惩，为他赢得了广泛的尊重。
1659年，比贾普尔苏丹派阿弗柴爾汗率2万人去攻打西瓦吉。西瓦吉佯装败退，将敌人引诱至地形复杂的山地地区，并在1659年11月10日的一次谒见时杀死了阿弗柴尔汗，并对比贾普尔军营进行了劫掠，得到了大量辎重，西瓦吉一夜之间成为了实力强大的军阀。
随着西瓦吉的崛起，莫卧儿皇帝奥朗则布早在1660年就派其舅舅，德干的莫卧儿副王沙伊斯塔汗进攻西瓦吉。莫卧儿军队相继占领了浦那，查坎堡垒和卡尔扬地区。1663年4月，西瓦吉以一次奇袭杀伤了沙伊斯塔汗，杀死了他的一个儿子后逃走。这次奇袭的成功使得西瓦吉声望大振。1664年1月，西瓦吉又洗劫了富饶的沿海城市苏拉特，获得了大量的战利品。
1665年，奥朗则布派其杰出的印度教将军查伊·辛格和穆斯林将军提利尔汗进攻西瓦吉。查伊·辛格通过威胁利诱使比贾普尔苏丹保持中立，并用金钱和高管厚禄拉攏西瓦吉的党羽。然后派大军袭击马拉塔人的村庄。西瓦吉被迫投降，于1665年缔结了普兰达尔条约。西瓦吉接受查伊·辛格的保证，留下其母亲作为摄政，自己于1666年5月到达阿格拉。但在阿格拉西瓦吉却备受冷遇，没有得到查伊·辛格允诺过的荣誉和尊敬。当他对此提出强烈抗议后，又遭到软禁，并威胁要处死他。 
西瓦吉佯装生病，作为忏悔向穷人发放装有大量糖果的花篮。1666年8月17日，他将自己藏在花篮里，逃了出来。他的追随者欢迎他作为他们的领袖，他在两年内不仅夺回了失地，还扩大了自己的领地。他改组军队，改革臣民的福利。西瓦吉吸取葡萄牙和英国在印度建立据点的教训，开始组建海军。他是第一位为了贸易使用海军的印度统治者。
1674年6月6日，西瓦吉在拉加齐尔举行了壮观的加冕仪式，使用了“贾特拉帕蒂”（意即独立的君王或国王）的称号。他在位6年，通过由8名大臣组成的内阁进行统治。统治期间，他尊重各种宗教信仰，很多穆斯林也为西瓦吉服务。他与戈尔孔达的苏丹缔结联盟，共同抵御莫卧儿帝国。

## 紀念
現時在孟買的國際機場贾特拉帕蒂·希瓦吉国际机场就是以他來命名。
此外，印度政府在2016年12月尾宣佈會在孟買為希瓦吉興建一座兩倍自由神像高度的巨型雕像，單單是前期工程就已耗資5億美元。